# Robert Annis
Robert Joseph Annis (St. Louis, 5 settembre 1928 – St. Louis, 31 marzo 1995) è stato un calciatore statunitense, di ruolo difensore.

## Carriera

### Club
È stato calciatore del St. Louis Simpkins-Ford dal 1947 al 1950. I Simpkins ottennero sia nel 1948 che nel 1950 la U.S. Open Cup.

### Nazionale
Con la Nazionale di calcio degli Stati Uniti d'America ha partecipato al Coppa del Mondo "Jules Rimet" svolto nel 1950. Ha giocato, il 26 settembre 1948, la partita contro l'Israele vinta per 3-1 dagli americani.

## Palmarès

### Club

#### Competizioni nazionali
- U.S. Open Cup: 2

Simpkins-Ford: 1948, 1950